# Marszał Wasilewski
Marszał Wasilewski (ros. Маршал Василевский) – radziecki, następnie rosyjski niszczyciel rakietowy, trzeci okręt projektu 1155 (typu Udałoj, ozn. NATO Udaloy), klasyfikowany oficjalnie jako duży okręt przeciwpodwodny. Służył we Flocie Północnej, pozostawał w służbie od 1983 do 2004 roku. 

## Budowa i opis techniczny
„Marszał Wasilewski” był trzecim zbudowanym okrętem projektu 1155 (Friegat), znanego też od pierwszego okrętu, oraz na zachodzie, jako typ Udałoj (Udaloy). Okręt został wciągnięty na listę floty 20 lutego 1978 roku, otrzymując nazwę na cześć marszałka Aleksandra Wasilewskiego (1895–1977). Stępkę położono 22 kwietnia 1979 roku w stoczni im. A.A. Żdanowa w Leningradzie (numer budowy 732), okręt został zwodowany 29 grudnia 1981 roku, zaś do służby wszedł 8 grudnia 1983 roku.
Okręty projektu 1155 były klasyfikowane jako duże okręty przeciwpodwodne (ros. bolszoj protiwołodocznyj korabl, BPK), niemniej na zachodzie powszechnie uznawane są za niszczyciele. Ich zasadniczym przeznaczeniem było zwalczanie okrętów podwodnych, w tym celu ich główne uzbrojenie stanowiło osiem wyrzutni rakietotorped Rastrub-B z ośmioma pociskami i osiem wyrzutni torped kalibru 533 mm przeciw okrętom podwodnym. Ich możliwości w zakresie zwalczania okrętów podwodnych rozszerzały  dwa śmigłowce pokładowe Ka-27PŁ.  Uzbrojenie przeciwpodwodne uzupełniały dwa dwunastoprowadnicowe miotacze rakietowych bomb głębinowych RBU-6000. Uzbrojenie artyleryjskie stanowiły dwa pojedyncze działa uniwersalne kalibru 100 mm AK-100 na dziobie oraz dwa zestawy artyleryjskie obrony bezpośredniej w postaci dwóch par sześciolufowych naprowadzanych radarowo działek 30 mm AK-630M (łącznie cztery działka). Uzbrojenie rakietowe według projektu składało się z dwóch kompleksów pocisków rakietowych bliskiego zasięgu Kindżał, każdy w składzie czterech bębnowych wyrzutni pionowych, po jednym na dziobie i na rufie. Z powodu opóźnień dostaw, pierwsze okręty projektu 1155 nie otrzymały jednak całego przewidzianego projektem wyposażenia i „Marszał Wasilewski” nie otrzymał do końca służby wyrzutni rakiet Kindżał i ich stacji naprowadzania.
Okręty wyposażone były w odpowiednie środki obserwacji technicznej, w tym kompleks hydrolokacyjny Polinom z antenami w gruszce dziobowej, podkilową i holowaną. „Marszał Wasilewski” był pierwszym okrętem, który otrzymał przewidzianą projektem stację radiolokacyjną Friegat-MA na maszcie rufowym, lecz nie otrzymał stacji wykrywania celów niskolecących Podkat na maszcie dziobowym. Nie otrzymał również wyrzutni celów pozornych PK-10, a jedynie dwie PK-2. 
Napęd stanowią dwa zespoły turbin gazowych M9 w systemie COGAG, napędzające po jednej śrubie. Każdy składa się z turbiny marszowej D090 o mocy 9000 KM) i turbiny mocy szczytowej DT59 o mocy 22 500; łączna moc napędu wynosi 63 000 KM. Prędkość maksymalna wynosi 29 węzłów, a ekonomiczna 18 węzłów.

## Służba

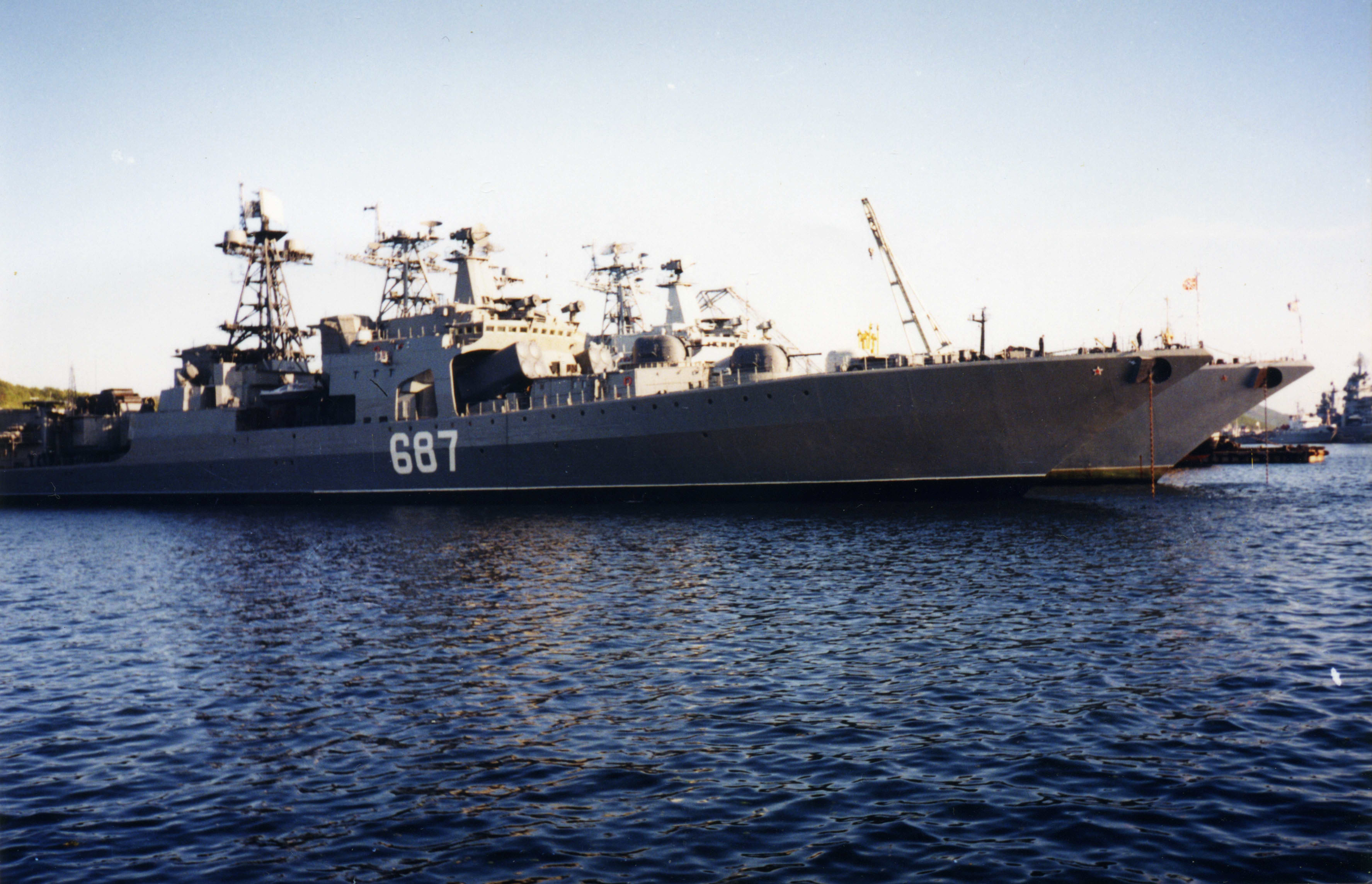
„Marszał Wasilewski” u Siewieromorsku, 1997

„Marszał Wasilewski” od 18 stycznia 1984 roku wchodził w skład Floty Północnej ZSRR, a następnie Rosji.
Według niepotwierdzonych informacji, ostatni raz wychodził w morze w kwietniu 1997 roku, po czym następnie pozostawał w bazie w Siewieromorsku w stanie niesprawnym z uwagi na konieczność remontu maszynowni.
W 2004 roku został wycofany z czynnej służby i przeznaczony do złomowania.